# Jean-Pierre Chazal
Pour les articles homonymes, voir Chazal.
Jean-Pierre Chazal, né le 1er mars 1766 à Pont-Saint-Esprit (département du Gard), mort le 23 avril 1840 à Bruxelles (Belgique), est un homme politique et un haut-fonctionnaire français de la Révolution française et du Premier Empire.  

## Biographie
Un député de la Plaine
La monarchie constitutionnelle mise en place par la constitution du 3 septembre 1791 prend fin à l'issue de la journée du 10 août 1792 : les bataillons de fédérés bretons et marseillais et les insurgés des faubourgs de Paris prennent le palais des Tuileries. Louis XVI est suspendu et incarcéré à la tour du Temple.    
En septembre 1792, Jean-Pierre Chazal, alors avocat, est élu député du département du Gard, le huitième et dernier, à la Convention nationale.    

Il siège sur les bancs de la Plaine mais affiche des proximités avec la Gironde. Lors du procès de Louis XVI, il vote la mort, et se prononce en faveur de l'appel au peuple et en faveur du sursis à l'exécution. Lors du troisième appel nominal, relatif à la peine à infliger, il est le dernier conventionnel à voter :      
Je suis convaincu que Louis est coupable. Mais sa mort, quoique juste, me parait avoir des dangers que n'aurait pas sa conservation. [...] Je vote pour la mort, mais en adhérant à la réserve proposée par Mailhe, relative au sursis.      
Le 13 avril 1793, il vote en faveur de la mise en accusation de Jean-Paul Marat. Celui-ci le dénonce, un mois plus tard dans son journal, comme membre de la « faction des hommes d’État ». En mai, il vote en faveur du rétablissement de la Commission des Douze.     
En juin, Chazal, ainsi que ses collègues gardois François Aubry et Jacques-Antoine Rabaut-Pomier, il signe une protestation contre les journées du 31 mai et du 2 juin. Il n'est cependant pas compris, contrairement à eux, dans le décret d'arrestation du 3 octobre 1793.     
Sous la Convention thermidorienne, Jean-Pierre Chazal prend part à la réaction. En brumaire an III (novembre 1794), il attaque Bertrand Barère après que celui-ci réclame la préparation de lois organiques pour mettre en place la constitution de 1793. En nivôse an III (janvier 1795), aux côtés de Jean-Jacques Bréard et de Pierre Marec, il est élu membre du Comité de Salut public.     
En prairial (mai), il est élu représentant en mission dans les départements de l'Aveyron, du Cantal, de la Haute-Loire, de la Lozère et du Puy-de-Dôme. En messidor (juin), aux côtés de Joseph Olivier de Gérente, il est envoyé dans les départements de l'Hérault et de la Lozère. En thermidor (août), ses pouvoirs sont étendus au département de l'Ardèche. En vendémiaire an IV (octobre 1795), il est rappelé au sein de la Convention.     
Dans ses Notes historiques, l'ancien conventionnel Marc Antoine Baudot affirme que Chazal était surnommé « le sous-diacre de Siéyès » en raison de sa proximité avec celui-ci.     
Un haut-fonctionnaire du Premier Empire proscrit à la Restauration
Chazal est réélu au Conseil des Cinq-Cents et y siège jusqu'en 1799. Il se rallie au coup d'État du 18 brumaire, participe à la rédaction de la Constitution de l'an VIII et est nommé membre du Tribunat.  
Il est nommé membre du Tribunat lors de sa création. Le 14 septembre 1802, il est nommé préfet des Hautes-Pyrénées, préfet des Hautes-Alpes le 12 mars 1813 jusqu'au 13 janvier 1814. À la faveur des Cent-Jours, il est nommé préfet du Finistère du 6 avril au 14 juillet 1815. En parallèle, il est élevé à la aux dignités d'officier de la Légion d'honneur le 23 juillet 1808 et baron de l'Empire le 13 août 1810. 
Visé par la loi du 12 janvier 1816 contre les régicides et contre les soutiens aux Cent-Jours, il s'exile en Belgique à Villevorde puis à Bruxelles. Il revient en France en 1830 à la faveur des Trois Glorieuses. Il meurt en Belgique durant un déplacement chez sa famille.
Origines familiales et postérité
Jean-Pierre Chazal est avocat au Parlement de Toulouse avant son élection à la Convention.  
Il épouse le 30 thermidor an XIII (18 août 1805) à Tarbes Marie-Françoise Palatine Delaville (1788-1883). Parmi les six enfants du couple, Pierre Emmanuel Félix Chazal, participe à la révolution belge, fait carrière comme général et devient ministre de la guerre en Belgique.

### Publication
- Jean-Pierre Chazal à ses anciens collègues les membres du Tribunat, Paris, 1802.